# StarOffice
StarOffice, conocida brevemente como Oracle Open Office antes del cese de su desarrollo, fue una suite ofimática desarrollada originalmente por la empresa alemana StarDivision, la cual fue adquirida por Sun Microsystems en agosto de 1999.

## Historia
Después de la adquisición de StarDivision y de su suite StarSuite, Sun Microsystems liberó su código fuente el 13 de octubre de 2000, conformando la base de la suite de código abierto Apache OpenOffice. Las versiones siguientes se basaron en OpenOffice.org, aunque incluyeron componentes propietarios extra.
La versión vendida en el este de Asia se conocía como StarSuite y era funcionalmente idéntica a StarOffice, pero incluía funcionalidades y tipos de letras para el chino simplificado, chino tradicional, japonés y coreano.
Con la adquisición de Sun Microsystems por parte de Oracle en 2010, la suite pasó a llamarse Oracle OpenOffice. Al principio, el equipo de desarrolladores del software, solicitó la donación del código, pero los ejecutivos de Oracle se negaron, por lo que la mayoría de los desarrolladores inició la organización sin fines de lucro The Document Foundation y desarrolló LibreOffice a partir del código de OpenOffice bajo licencia GPL y eliminando componentes no libres. Tiempo después, los ejecutivos de Oracle donaron la suite a la organización estadounidense sin fines de lucro Apache Software Foundation quedando su nombre actual como Apache OpenOffice y deteniéndose el desarrollo comercial del software.

## Programas incluidos
- Oracle Open Office Writer. Procesador de textos con soporte para archivos .sdw (StarOffice 5.x), .sxw (StarOffice 6.x), .odt y .ott.
- Oracle Open Office Calc. Planilla de cálculo (hoja de cálculo) para archivos .sdc (5.x), .sxc (6.x), .ods y .ots.
- Oracle Open Office Impress. Programa de presentaciones. Archivos .sdd (5.x), .sxi (6.x), .odp y .otp.
- Oracle Open Office Draw. Programa de gráficos. Archivos .sda (5.x), .sxd (6.x), .odg y .otg.
- Oracle Open Office Base. Programa de manejo de base de datos. Archivos .sdb (5.x) y .odb.

Programas antiguos ya no incluidos:
- StarOffice/StarSuite Schedule. Administrador de información personal. Archivos .sds.
- StarOffice/StarSuite Mail. Cliente de correo electrónico.
- StarOffice/StarSuite Discussion. Cliente de noticias.
- StarOffice/StarSuite Math. Generador de fórmulas matemáticas. Archivos .smf (5.x), .sxm (6.x) y .odf.

Sobre la versión Open Source posee algunas características adicionales, además del soporte técnico. Se podía adquirir por medio de un CD o descargándola de la página en versiones para Windows, Linux, Mac y Solaris.

## Versiones
Las versiones de StarOffice desde la 6.0 han estado basadas en el código fuente de OpenOffice.org, con algunos componentes propietarios adicionales, como:
- Tipos de letras adicionales (en especial las letras de idiomas asiáticos).
- Base de datos Adabas D.
- Plantillas de documento adicionales.
- Imágenes prediseñadas.
- Funcionalidades de ordenación para las versiones asiáticas.
- Filtros de archivos adicionales.
- Herramienta de estimación de migración (Enterprise Edition).
- Herramienta de migración de macro (Enterprise Edition).
- Herramienta de gestión de la configuración (Enterprise Edition).

A mediados del año 2005 fue presentado StarOffice 8.0. Desde marzo de 2007 y hasta mediados de la segunda mitad del año 2008 se distribuyó de manera gratuita a través del llamado Google Pack. Sin embargo, el acuerdo al que llegaron en su día Sun y Google no prosperó y posteriormente StarOffice fue retirado sin anuncio oficial por parte de Google del conjunto de software que permitía descargar desde su página.
A partir de la versión 9.0, que incluyó soporte nativo para Mac OS X, pasó a ser una suite gratuita y libre en la que únicamente se pagaba de manera opcional el soporte (35 dólares). En el año 2011, Oracle cedió el código de OpenOffice.org a la Apache Software Foundation, la cual lo renombró Apache OpenOffice.